# Altice Arena
Altice Arena, tidigare kallad MEO Arena är en arena i Lissabon, Portugal. Med en kapacitet på 20 000 åskådare är den landets största inomhusarena för konserter och sport. I juli 2017 meddelade EBU att Eurovision Song Contest 2018 kommer att avgöras på arenan.